# Herniaria glabra var. setulosa
Herniaria glabra subsp. setulosa é uma variedade de planta com flor pertencente à família Caryophyllaceae. 
A autoridade científica da variedade é Beck, tendo sido publicada em Fl. Nieder-Österreich 347 (1890).

## Portugal
Trata-se de uma variedade presente no território português, nomeadamente em Portugal Continental.
Em termos de naturalidade é nativa da região atrás indicada.

## Protecção
Não se encontra protegida por legislação portuguesa ou da Comunidade Europeia.